# Pseudococcobius vinealis
Pseudococcobius vinealis är en stekelart som beskrevs av Prinsloo 2003. Pseudococcobius vinealis ingår i släktet Pseudococcobius och familjen sköldlussteklar. Inga underarter finns listade i Catalogue of Life.